# Amerika madarai
Az Amerika madarai (angolul: The Birds of America) a francia-amerikai természettudós és festő, John James Audubon híres könyve, amely az Amerikai Egyesült Államok madárvilágát mutatja be színes illusztrációk révén. 1827 és 1838 között részletekben publikálták Edinburghban és Londonban. A mű kézzel festett, életnagyságú lenyomatokból áll (99x60 cm). Megtalálható benne hat mára már kihalt madár ábrázolása is: karolinai papagáj, vándorgalamb, labradori réce, óriásalka, eszkimópóling és a nagy prérityúk egyik alfaja (Tympanuchus cupido cupido).

## Kiadásának története
1820 körül, a 30-as éveiben járó Audubon elhatározta, hogy lefesti Észak-Amerika összes madárfaját. Úgy döntött, hogy e célból a legmegfelelőbb az olajfestés technikája, a korának nagy mesterei által használt technika, szemben a hagyományos akvarellel és zsírkrétával esetleg ceruza- vagy szénrajzzal. 1807-ben már kitalált egy módszert, amelyben drótok és csavarok segítségével halott madarakat életszerű pozíciókba állított, hogy könnyebben meg tudja őket festeni.
1823-ban Audubon Philadelphiába majd New Yorkba utazott pénzügyi támogatást keresni művének kiadásához. Elsősorban előfizetőket keresett, de sikertelenül járt. Ekkor úgy döntött, hogy Nagy-Britanniában próbál szerencsét. 1826-ban 250 illusztrációjával elhagyta Amerikát. Miután illusztrációit Liverpoolban és Manchesterben is kiállították, Edinburghba utazott, ahol találkozott a neves litográfussal, William H. Lizarsszal. Lizars közel tíz lenyomatot készített, de nem tudta folytatni a munkát a színezőinek sztrájkbalépése miatt. 1827-ben Audubon felkereste a híres londoni litográfust, Robert Havell jr.-t és édesapját Robert Havell sr.-t. A fiatalabbik Havell felügyelte a projektet egészen annak befejezéséig, 1838-ig. Az eredeti kiadását a könyvnek emiatt néha Havell kiadásnak is nevezik. A könyv mélynyomási technikával készült, de litográfiát és acquatinta technikát is alkalmaztak. Az akvarell színezést ezt követően vitték fel a lapokra.
A költséges nyomtatást Audubon finanszírozta előfizetések révén. 1826 és 1829 között körbeutazta Nagy-Britanniát és Párizsba is eljutott, ahol ornitológiai és az amerikai határmenti életet bemutató előadásokat tartott. Célja minél több pénzes mecénás felkutatása volt, akik előfizetéseik révén támogathatták a könyv költséges előállítását. Sikerült megnyernie előfizetőnek többek között X. Károly francia királyt, Adél szász–meiningeni hercegnőt,  George Spencert, Spencer 2. earl-jét valamint Daniel Webstert és Henry Clayt.
A lenyomatokat egy-két havonta ötös csomagban adták ki fémdobozokban és ezek általában egy nagyobb testű, egy közepes méretű és három kistestű madár ábrázolásai voltak. 1838-ban, a tizenhárom éves projekt végére 435 lenyomatot adtak ki 87 csomagban. A lenyomatok nem voltak összefűzve, szöveget sem tartalmaztak, hogy az érvényes törvények szerint ne kelljen ingyen példányt szolgáltatni az angliai könyvtáraknak. A becslések szerint kétszáznál nem több példányt állítottak össze. A lenyomatokhoz tartozó szöveges leírást külön kötetben adták ki. Ezt Audubon írta a skót ornitológus, William MacGillivray segítségével. Az ötkötetes leírást 1831 és 1839 között adták ki Edinburghban Ornithological Biography, or, An account of the habits of the birds of the United States of America címmel (magyarul: Ornitológiai biográfia, avagy beszámoló az Amerikai Egyesült Államok madarainak szokásairól). A lenyomatok 870 dollárért készültek el, a szöveges résszel együtt a könyv előállítási költsége elérte az ezer dollárt.
A lenyomatok elkészítése után Audubon úgy döntött, hogy egy költségtakarékosabb sokszorosítási módszer után néz. Ebben a philadelphiai J. T. Bowen és csapata volt segítségére, akik nyolcadrétű könyvalakban, hét kötetben újra kiadták a könyvet az előfizetőknek. 1844-ig 1199 példányban kelt el. 1877 további öt nyolcadrétű kiadást ért meg. Ez a kiadás felhasznált a szöveges részt és megnövelte a lenyomatok számát ötszázra, így számos, eredetileg egy lenyomaton szereplő madárfaj, külön oldalra került. Újabb illusztrációk is bekerültek, legtöbbjük John Woodhouse munkája volt.
Az úgynevezett Bien Edition-t 1858-ban adta ki New York-ban Roe Lockwood, Audubon fiainak felügyelete alatt. Részben az amerikai polgárháború kitörése miatt, ezt a kiadást soha nem fejezték be. Ez a kiadás 105 eredeti lenyomatot tartalmazott, szöveg nélkül. Ebből a kiadásból kevesebb mint száz példány készült.

## Kiállítása
A pittsburghi egyetemnek egy teljes, restaurált gyűjteménye van a lenyomatokból. Az egyetem 2003-ban hatvankét lenyomatot kiállított az egyetem művészeti galériájában. Ezt követően az egyetem egy állandó kiállítást hozott létre, hogy rotációs módszerrel bemutassa a könyv lenyomatait. 2007-ben az egyetem hozzálátott a könyv digitalizálásához és ugyanekkor a teljes gyűjteményt interneten publikálta. A philadelphiai Természettudományos Akadémia, az eredeti könyv egyik előfizetője napi „oldalforgatást” rendez, azaz naponta cseréli a bemutatott lenyomatot. 2007-ben a haarlemi Teylers Múzeumban is bemutatták. John James Audubon összes előkészítő akvarellje a New York-i Történelmi Társaság birtokában van. A texasi Orange városának múzeumában, a Stark Museum of Art-ban látható Audubon egyik saját példánya. A könyvnek mindössze 119 példánya maradt fenn, ebből tizenegy van magántulajdonban.

## Rekordok
2010-ben rekordáron, hat és félmillió fontért kelt el az Amerika madarai egyik példánya, amely ezzel a világ legdrágább kiadott könyvévé lépett elő. A kalapács alá került darab az egyik legjobb állapotban megmaradt példánya Audubon 19. századi mesterművének, amelyet a kézművesség, a művészet és a természettudomány ritka ötvözetének tartanak. A londoni Sotheby’s által szervezett árverésen a könyvet egy telefonon licitáló és névtelenséget kérő magángyűjtő vásárolta meg. A könyv egy másik példánya 2000-ben kelt el, akkor ugyancsak rekordáron, 8,8 millió dollárért (közel kétmilliárd forintért). 2005-ben egy nem összefűzött példányt árvereztek New Yorkban 5,6 millió dollárért.

## Lenyomatok

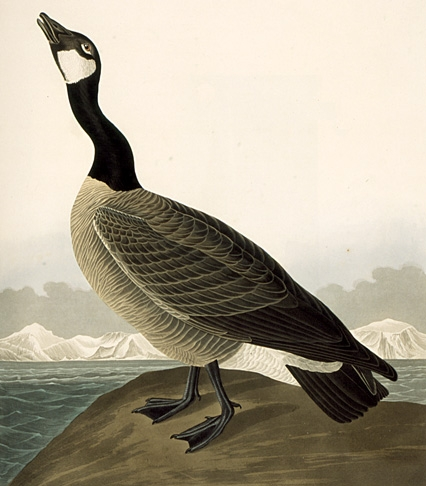
Kanadai lúd
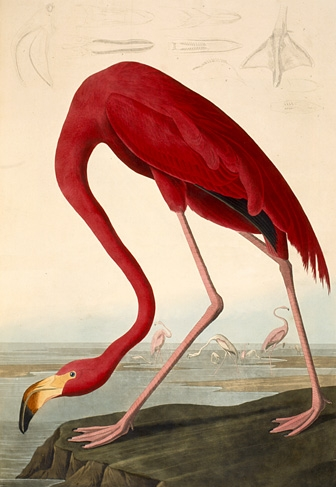
Karibi flamingó
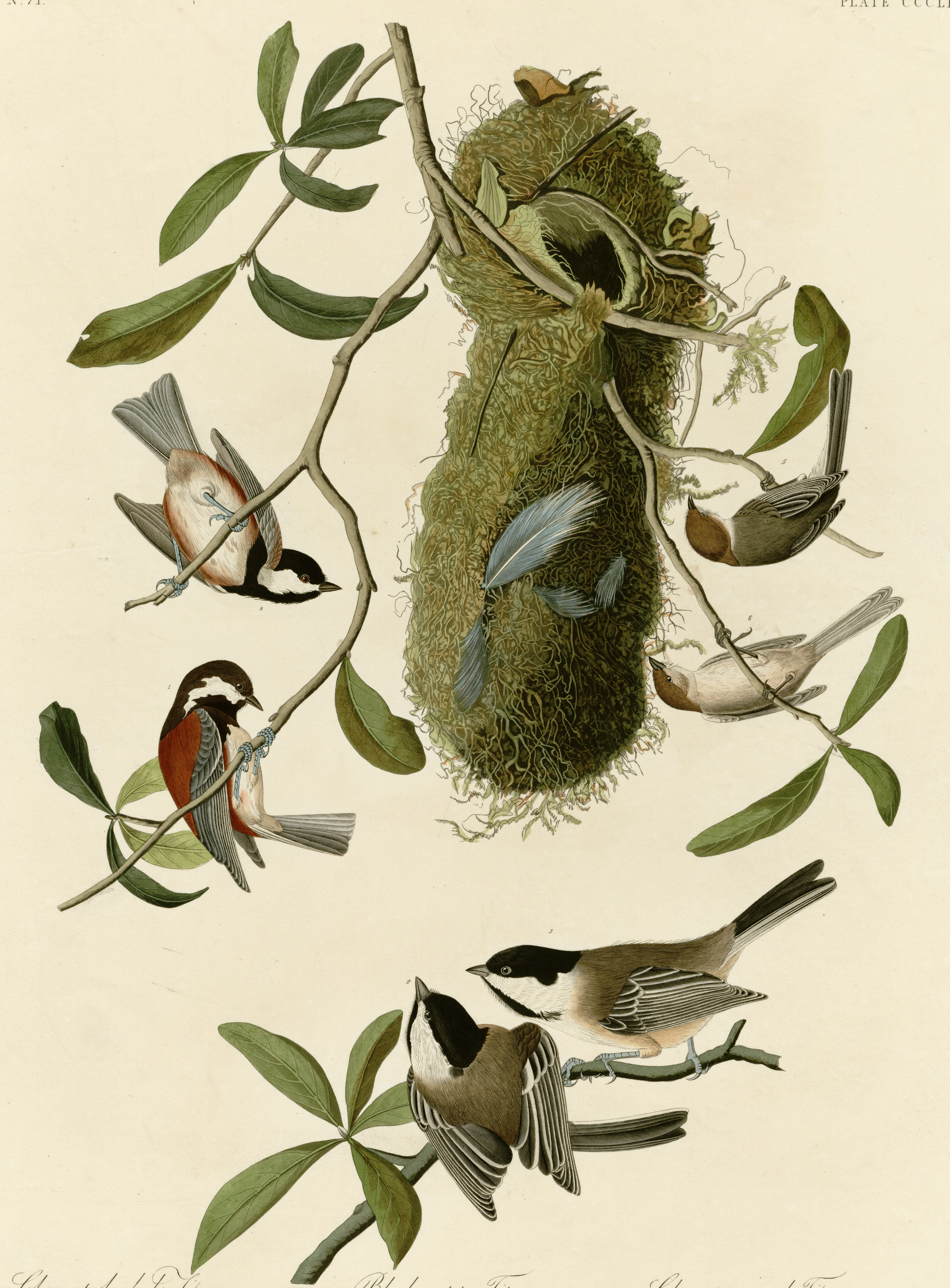
Cinegefélék
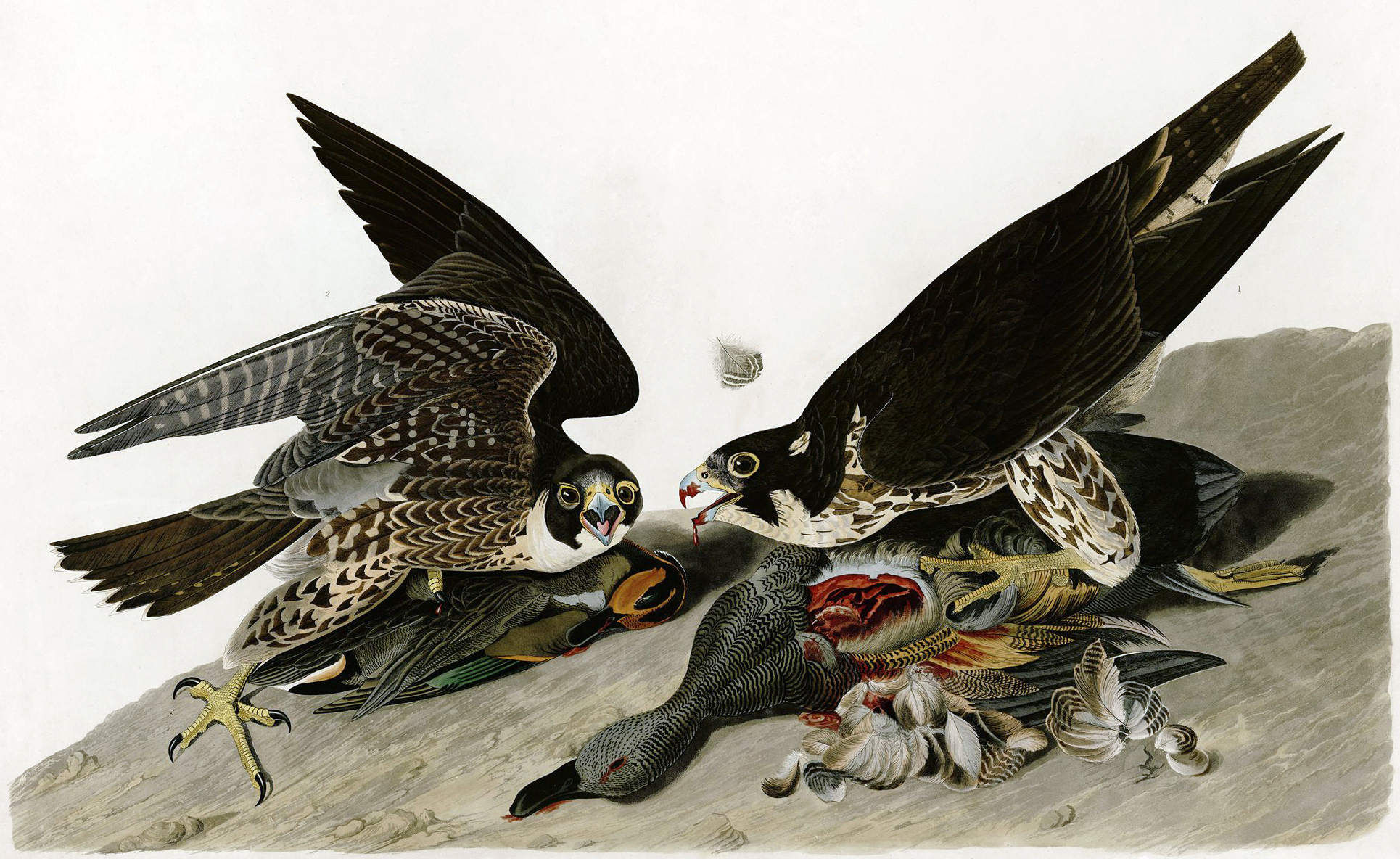
Vándorsólyom
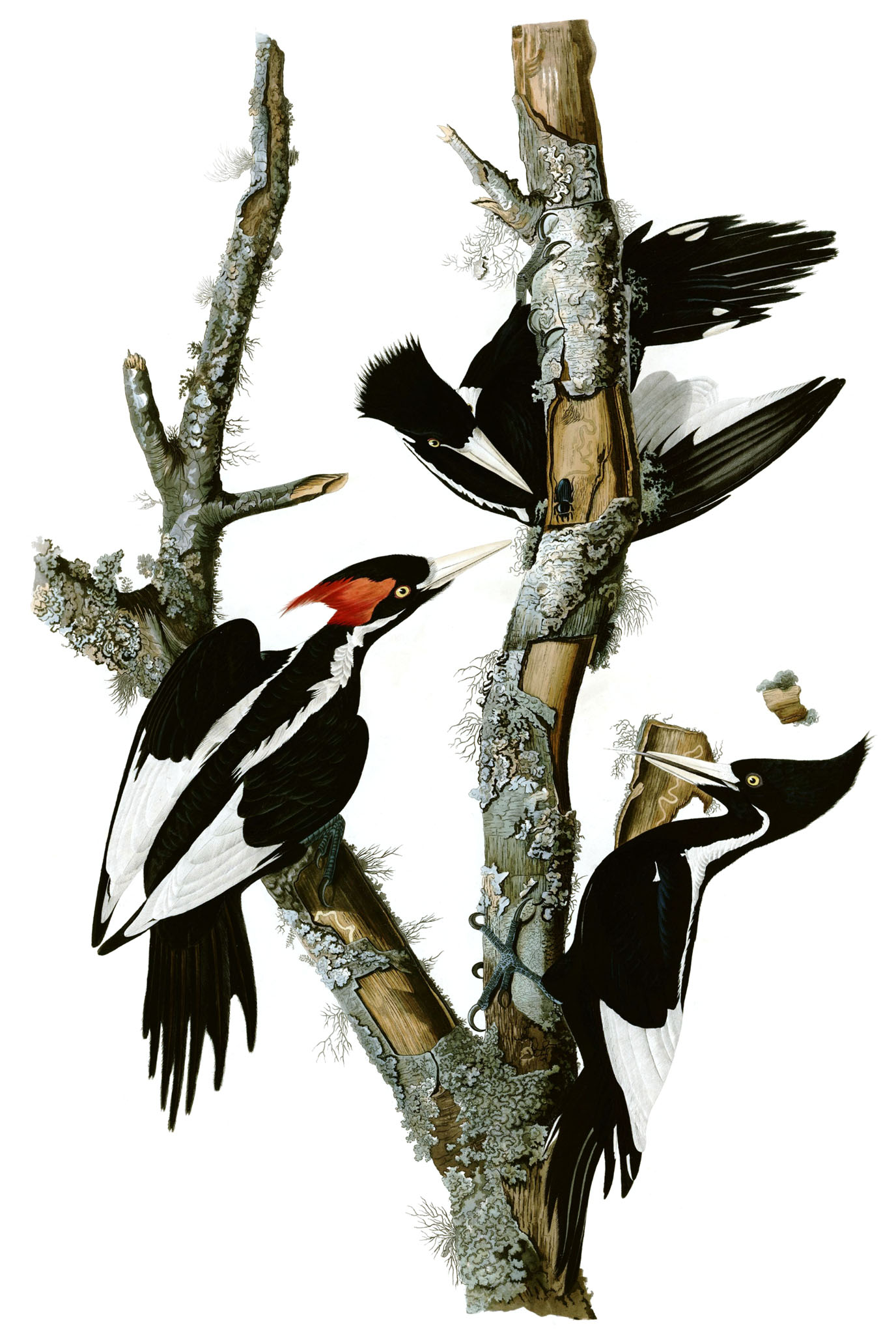
Királyharkály
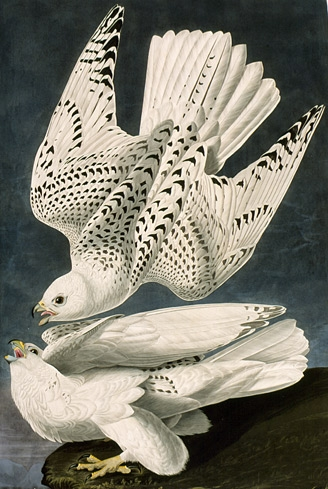
Északi sólyom
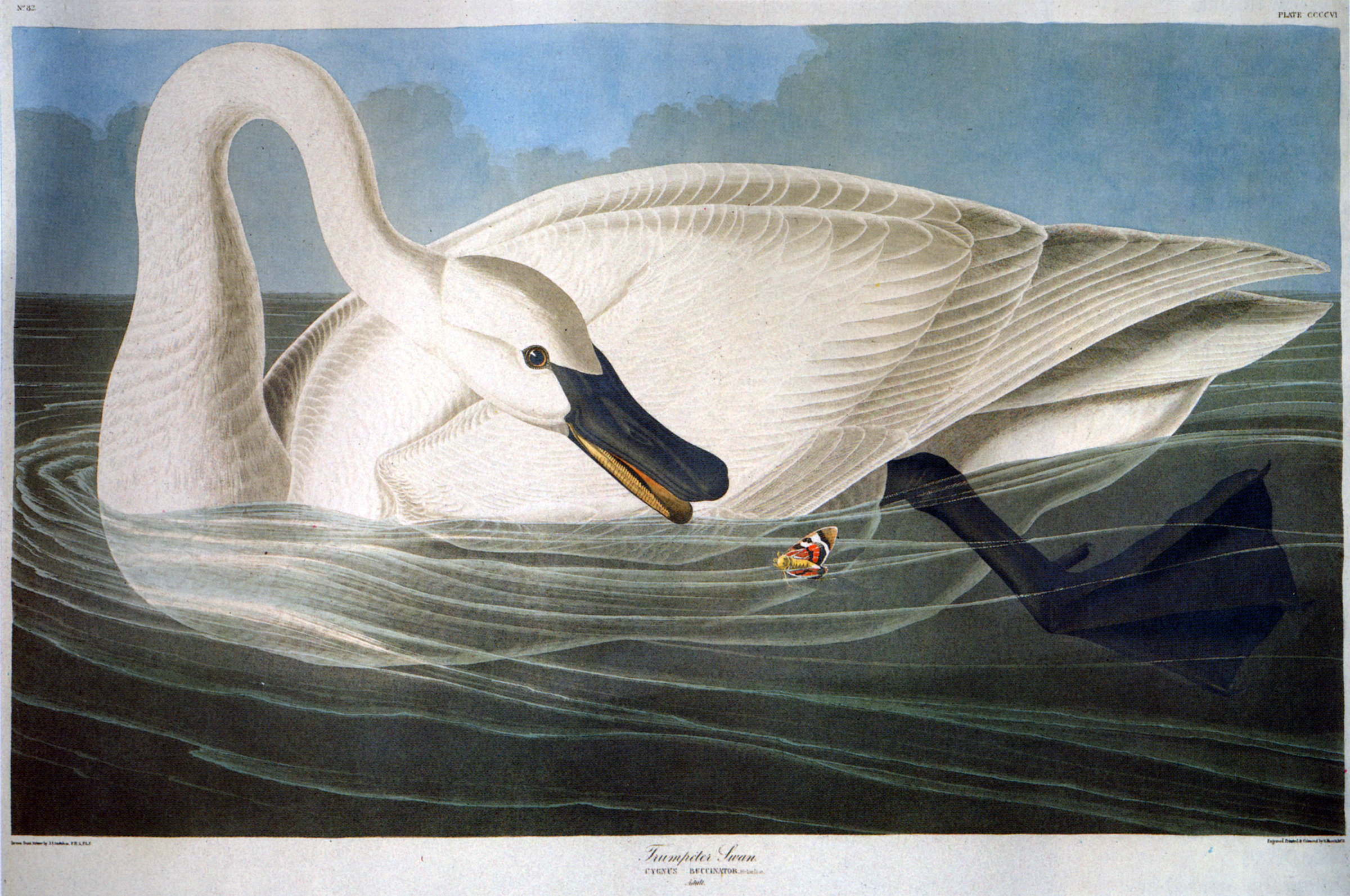
Trombitás hattyú
Fregattmadárfélék
Kenti csér
Barna gödény
Dolmányos sirály
Királygém

Teljes gyűjtemény